# كورنيليو مانيسكو

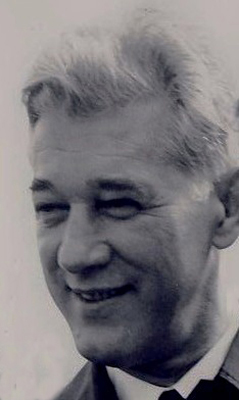
كورنيليو مانيسكو

كان كورنيليو مانيسكو (8 فبراير 1916 - 26 يونيو 2000) دبلوماسي روماني ولد في بلويشت. شغل منصب وزير خارجية رومانيا من عام 1961 إلى عام 1972 ورئيسًا للجمعية العامة للأمم المتحدة في الفترة من 19 سبتمبر 1967 إلى 23 سبتمبر 1968.

## الحياة السياسة والمهنية
بعد الانتهاء من دراسته الثانوية في Ploiești ، ذهب مانيسكو لدراسة القانون والاقتصاد في جامعة بوخارست من 1936 إلى 1940. انضم إلى الحزب الشيوعي الروماني في عام 1936.
بينما كان مانيسكو طالب، بدأ الكتابة لصالح المنشورات اليسارية، ومعظمها عن العلاقات الدولية.  كان زعيم منظمة طلاب بوخارست الشيوعية حتى عام 1940.
في عام 1944 كان يعمل في مكتب الإحصاء المركزي، وفي عام 1948 تم تعيينه كأحد نواب وزراء وزارة الدفاع الوطني، برتبة مقدم. في عام 1952 تم تعيينه رئيسًا للنادي العسكري المركزي للجيش، وفي عام 1959 كان رئيسًا للقسم السياسي الأعلى للجيش، برتبة ميجر جنرال. بين عامي 1955 و 1960 كان رئيسًا للجنة الدولة للتخطيط.

## روابط خارجية
- كورنيليو مانيسكو على موقع مونزينجر (الألمانية)